# Шматуха, Пётр Сидорович
Пётр Сидорович Шматуха (22 июня 1922, Сновский район — 14 января 1996, Донецк) — наводчик орудия 115-го гвардейского истребительно-противотанкового артиллерийского полка 7-й гвардейской армии Степного фронта, гвардии сержант. Герой Советского Союза.

## Биография
Родился 22 июня 1922 года в селе Гута Студенецкая ныне Сновского района Черниговской области Украины в крестьянской семье. Украинец. Окончил 7 классов. Работал в колхозе.
В Красной Армии с мая 1941 года. В действующей армии с июня 1941 года.
Наводчик орудия 115-го гвардейского истребительно-противотанкового артиллерийского полка комсомолец гвардии сержант Пётр Шматуха 27 сентября 1943 года переправился через реку Днепр у села Бородаевка Верхнеднепровского района Днепропетровской области Украины. Находясь в боевых порядках пехоты, в период с 6 по 10 октября 1943 года огнём своего орудия наводчик Шматуха П. С. уничтожил три танка, несколько пулемётных точек. Гвардеец-артиллерист был ранен, но оставался в строю.
Указом Президиума Верховного Совета СССР от 26 октября 1943 года за образцовое выполнение боевых заданий командования и проявленные при этом мужество и героизм гвардии сержанту Шматухе Петру Сидоровичу присвоено звание Героя Советского Союза с вручением ордена Ленина и медали «Золотая Звезда».
После войны старший сержант Шматуха П. С. демобилизован. Жил в городе Донецк. До ухода на заслуженный отдых работал в органах внутренних дел, забойщиком и мастером-взрывником на шахте. Умер 14 января 1996 года.
Награждён орденами Ленина, Отечественной войны 1-й степени, Славы 3-й степени, медалями.